# Joaquín Cortés (fotógrafo)
Joaquín Cortés (Barcelona, España, 27 de diciembre de 1938-Caracas, Venezuela, 7 de mayo de 2019) fue un fotógrafo documentalista y cineasta español afincado en Venezuela que en el año 2010 fue galardonado con el Premio Nacional de Cultura Mención Fotografía.

## Biografía

### Formación académica
Hijo de Carmen Peteiro Sauquillo y Antonio Cortés Paneque. En 1954 se establece en Venezuela. Se gradúa en actuación en la Escuela Nacional de Arte Escénico Juana Sujo (Caracas, 1961). Estudia en la Escuela Técnica de Fotografía (Caracas, 1962), con Phillip Hallman en la New School for Social Research (Nueva York, 1971) y con Cornell Capa en la Universidad de Nueva York.    

### Actividad artística
Durante los años sesenta se dedicó a recorrer diversos lugares del país y en 1965 organizó su primera muestra individual en la que presentó imágenes de hombres y motivos de los Andes, Caracas, Isla de Margarita, Curiepe, Araya y Yare. El tema central de su trabajo ha estado enfocado principalmente hacia el individuo, su desenvolvimiento en la sociedad, sus gestos y su condición humana.    
De 1974 a 1977 dirigió el departamento de cine de la Universidad del Zulia (LUZ) y fue fundador de la Escuela de Foto Expresión (Caracas). Realizó más de cien documentales educativos para diferentes instituciones venezolanas y cortometrajes que han recibido numerosos reconocimientos a nivel nacional e internacional como Una gran ciudad (1973), Apuntes para un film (1974), Sorte (1977) y El domador (1979), entre otros.    
En su trabajo, tanto en cine como en fotografía, Cortés recurre a pocos elementos discursivos para lograr que sea la escena misma la que refleje la máxima intensidad de los sentimientos. Sus personajes están tomados de ciudades europeas y americanas, principalmente de Londres, Roma, Nueva York y Río de Janeiro, y ello se reconoce por los trajes, los rostros, las costumbres y por el aspecto de las fachadas urbanas. "Con frecuencia sus fotografías reseñan a seres solitarios en medio de una multitud, personajes abrumados por la soledad, como el señor visto de espalda, sentado en un banco público y cuyo cuerpo semeja la contextura de su perro; el sacerdote que sube con parsimonia unos peldaños y cuya frágil figura y consistente a la vez, parece doblarse con el ritmo de su caminata. El abandono del hombre en la sociedad industrial y europea es su tema básico. Ese individuo solitario es incluso el guardián del museo".
En 1978 formó parte de la exposición "Hecho en Venezuela" en el Museo de Arte Contemporáneo de Caracas (MACC), muestra organizada por José Sigala en la participaron unos cincuenta fotógrafos entre los que se hallaban Luis Brito, Julio Vengoechea, Gorka Dorronsoro y Christian Belpaire, quienes trascendieron la visión documentalista de la década del sesenta. En 1979 expuso "Fotografías y películas de Joaquín Cortés" en la Sala Cadafe (extensión Museo de Arte Contemporáneo de Caracas) y en marzo del 2002 presentó una muestra de fotografías junto a su libro "Fragmentos de vida" (Caracas: Cimarrón Producciones, 2001), publicación en la que recoge sus fotografías de viajes desde los años sesenta hasta 1977 caracterizadas por una constante presencia del ser humano en el espacio público. Ese mismo año exhibió en el Museo de Anzoátegui la muestra "Criaturas imaginarias", donde deja atrás lo social y lo urbano para mostrar las diferentes formas de la naturaleza al posesionarse de los árboles y las piedras que, sin ser despojadas de su esencia, exhiben asombrosas apariencias. "Es su imaginación la que le permite captar estas protuberancias naturales que, en ningún momento, son intervenidas ni técnica ni materialmente" (El Globo, Caracas, 6 de diciembre de 2002).   
Su trabajo ha sido reconocido con el Premio Nacional de Cultura Mención Fotografía 2008-2010.
Falleció en Caracas el 7 de mayo de 2019 a los ochenta años de edad.

## Exposiciones individuales
- 1965 45 Fotos de Joaquín Cortés, Ateneo de Caracas, Venezuela.
- 1971 New York 71, The Darkroom Gallery, Nueva York, EE. UU.
- 1972 Photographs by Joaquín Cortés, Organización de Estados Americanos, Washington, EE. UU.

Photographs by Joaquín Cortés, Galería Aixela, Barcelona, España.
Fotografías de New York, Galería del Banco Nacional de Ahorro y Préstamo (BANAP), Caracas, Venezuela.
- 1974 Fotos de Londres, Galería Galería del Banco Nacional de Ahorro y Préstamo BANAP, Caracas, Venezuela.
- 1975 Photos by Joaquín Cortés, Diana Gallery, Nueva York, EE. UU.
- 1975 Fotografías y películas de Joaquín Cortés, Centro Cultural Venezolano Francés, Caracas.

Fotografías y películas de Joaquín Cortés, Sala Cadafe, Extensión Este del Museo de Arte Contemporáneo Sofía Imber, Caracas, Venezuela.
- 1979 Fotografías y películas de Joaquín Cortés, Sala Cadafe, Extensión Este del Museo de Arte Contemporáneo Sofía Imber, Caracas, Venezuela.
- 1992 Fotografías de Joaquín Cortés, Casa de Las Américas, La Habana, Cuba.
- 2001 Fragments of Life, Librería Alejandría 332 aC II, Caracas, Venezuela.
- 2002 Criaturas Imaginarias, Museo de Anzoátegui, Venezuela.
- 2003 Fragmentos de Vida, Galería Durban, Caracas, Venezuela.
- 2003 Criaturas Imaginarias, Museo Jacobo Borges, Caracas, Venezuela.
- 2003 La gran ciudad, Galería de la Fundación Banco Industrial de Venezuela, Caracas, Venezuela.
- 2005 El Oro de El Dorado, Galería de Arte Nacional, Caracas, Venezuela.
- 2006 El Oro de El Dorado, Ecomuseo del Caroní, Venezuela.
- 2008 Barcelona, Alianza Francesa de Caracas. Caracas, Venezuela.
- 2010 Fotos de Joaquín Cortés, Festival de Cine Latinoamericano y Caribeño de Margarita, Venezuela.
- 2014 Fotos de Joaquín Cortés, Cinemateca Nacional, Caracas, Venezuela.
- 2014 Llano recio, Centro de Estudios Latinoamericanos Rómulo Gallegos (CELARG). Caracas, Venezuela.
- 2016 El tempo de la imagen. Sala Tac, Trasnocho Cultural. Caracas-Venezuela.

Vagando por la ciudad. Alianza Francesa de Caracas. Caracas, Venezuela.

## Exposiciones colectivas
- 1971 Images of Concern, colectiva a beneficio The International Fund for Concerned Photography, Neikrug Galleries, Nueva York, EE. UU.
- 1971 Liebe Freundschaft Solidarität, Berlín, Alemania.
- 2004 Lo urbano, Galería Espacio Arte, Fundación Chappard, Caracas, Venezuela.

## Publicaciones
- Joaquín Cortés. "Joaquín Cortés (enlace roto disponible en Internet Archive; véase el historial, la primera versión y la última).". Series Premio Nacionales de Fotografía; Nº 01.  (2015). Editor: Caracas: Casa Editorial La Cueva; 1ª edición 72 pp. ISBN 9789807780001.
- "Maestros de la fotografía en Venezuela" (enlace roto disponible en Internet Archive; véase el historial, la primera versión y la última). (2014)  [textos Sagrario Berti ... [et al.] Colaborador(es): Berti, Sagrario | Total Oil and Gas Venezuela B.V. Gerencia de Desarrollo Sostenible y SHA. Editor: Caracas : Total Oil and Gas Venezuela B.V., Gerencia de Desarrollo Sostenible y SHA,  Edición: 1ª edición. 390 pp. ISBN 9789806946026.
- Cortes, Joaquín. "El cine documental, Una ficción?: el cine de descubrimiento, una mirada al documental / Joaquín Cortés (enlace roto disponible en Internet Archive; véase el historial, la primera versión y la última).". Editor: CNAC, (2012) ISBN 9789806803046.
- "El Oro de El Dorado. fotografías de Joaquín Cortés (enlace roto disponible en Internet Archive; véase el historial, la primera versión y la última).". Exposición "El Oro de El Dorado : Fotografías de Joaquín Cortés" (2005 : Caracas). Caracas: Galería de Arte Nacional, 2005. 53 pp. ISBN 9806420292.
- Joaquín Cortés. "Fragmentos de vida". Caracas: Cimarrón Producciones, (2001)
- Joaquín Cortés. "Retazos de vida. Joaquín Cortés, fotografías (enlace roto disponible en Internet Archive; véase el historial, la primera versión y la última).". (1969) Editor: Caracas : Delvalle Hermanos. 48 pp
- Joaquín Cortés "Andinos (enlace roto disponible en Internet Archive; véase el historial, la primera versión y la última).". (1967) Editor: Caracas : Arión. 52 p. Portada y diagramación, Salvador Martín R. Introducción, Juan Giol M.

## Filmografía
- Caballo salvaje (enlace roto disponible en Internet Archive; véase el historial, la primera versión y la última). [película]. 1983. (98 min.). Empresa productora: Cimarrón. Productor, director y guionista: Joaquín Cortés. Edición y montaje: Joaquín Cortés. Fotografía: Esteban Courtalon. Reparto: Asdrúbal Meléndez, Alberto Carrillo, Martha Pabón, Samuel Akinin. Resumen: El enfrentamiento de la ciudad y los llanos occidentales desencadena una serie de acontecimientos que crea una gran tensión entre culturas distintas, culminando con un desenlace sangriento.
- Minas de diamantes (enlace roto disponible en Internet Archive; véase el historial, la primera versión y la última). [película] 1979. Productor, director y guionista: Joaquín Cortés. Fotografía, sonido y montaje: Joaquín Cortés. Resumen: "Minas de diamantes presenta imágenes deliberadamente sencillas, desprovistas de todo efectismo, las formas de vida y muerte de los buscadores de diamantes en las selvas venezolanas...".
- El domador (enlace roto disponible en Internet Archive; véase el historial, la primera versión y la última). [película] 1979. Productora: Cimarrón (Productora cinematográfica) y Lagoven. Director: Joaquín Cortés.Resumen: Documental filmado a orillas del Río Capanaparo, Alto Apure, en donde el hombre del llano tiene que sobrevivir. Se aprecia su vida, costumbres, escuelas y paisajes. Igualmente, habla de los toros coleados y de la etnia yaruros.
- Sorte (enlace roto disponible en Internet Archive; véase el historial, la primera versión y la última). [película] 1977. Empresa productora: Producciones Joaquín Cortés S.R.L. Productor y director: Joaquín Cortés. Guionista: Maryaedith García Fuentes. Fotografía y montaje: Joaquín Cortés. Sonido: Juan Tort. Resumen: Recoge algunos ritos, sacrificios de animales y manifestaciones de espíritus en el culto a María Lionza en Sorte, montaña de Yaracuy.
- Una gran ciudad (enlace roto disponible en Internet Archive; véase el historial, la primera versión y la última). [película] 1973. Colaborador(es): Cinemateca Nacional (Venezuela). Empresa productora: Producciones Joaquín Cortés. Productor, director y guionista: Joaquín Cortés. Resumen: "Recoge una particular visión de Nueva York en lo que va de un atardecer a otro, mediante una serie de imágenes contrastantes".